# Liao I-wu
Liao I-wu (čínsky 廖亦武 – Liao I-wu, pchin-jin: Liào Yìwǔ, * 4. srpna 1958, S’-čchuan, Čína) je čínský spisovatel, hudebník a básník.

## Život
Stal se významným kritikem čínského komunistického režimu. V únoru 1990 byl zatčen spolu s šesti přáteli a těhotnou manželkou. Byl odsouzen k odnětí svobody na 4 roky. Ve vězení byl vystaven mučení a krutému zacházení, dvakrát se tam pokusil o sebevraždu. Jeho knihy, z čehož některé jsou sbírkami rozhovorů s obyčejnými lidmi z nižších vrstev čínské společnosti, byly zveřejněny na Tchaj-wanu a v Hongkongu, v Číně jsou ale zakázané. Některé jeho knihy byly přeložené do angličtiny, francouzštiny a němčiny, dvě také vyšly v češtině. V roce 2008 podepsal Chartu 08, jejímž spoluautorem je jeden z jeho nejbližších přátel.
Od roku 2011 žije v exilu v Německu.

## Česká bibliografie
- Liao I-wu – Hovory se spodinou. Dvacet pět osudů z okraje čínské společnosti (Mladá fronta, 2013)
- Liao I-wu – Kulky a opium – Život a smrt na náměstí Nebeského klidu (Mladá fronta, 2014)